# A Cinderella Story (музика из филма)
A Cinderella Story: Original Soundtrack је албум издат да би симулирао музику која ја коришћена у филму Прича о Пепељуги. Већину песама на албуму пева Хилари Даф, која је и главна глумица у поменутом филму. Неке песме су преузете са њених албума, а неке је отпевала специјално за филм.

## Списак песама
| #   | Назив песме | Извођач                |
| --- | ----------- | ---------------------- |
| 1.  |             | Хилари Даф и Хејли Даф |
| 2.  |             | Хилари Даф             |
| 3.  |             | Џеси Мекартни          |
| 4.  |             | Хилари Даф             |
| 5.  |             | Хилари Даф             |
| 6.  |             | Хејли Даф              |
| 7.  |             | Хилари Даф             |
| 8.  |             | Џош Кели               |
| 9.  |             | Гу Гу Долс             |
| 10. |             | Кејтлин                |
| 11. |             | Џеси Мекартни          |
| 12. |             | Едвин Мекејн           |
| 13. |             | Мија                   |
| 14. |             | Мекспекс               |

* Ова верзија не постоји у филму.
 бонус песма
| #   | Назив песме | Извођач    |
| --- | ----------- | ---------- |
| 15. |             | Хилари Даф |